# Harmincadvám

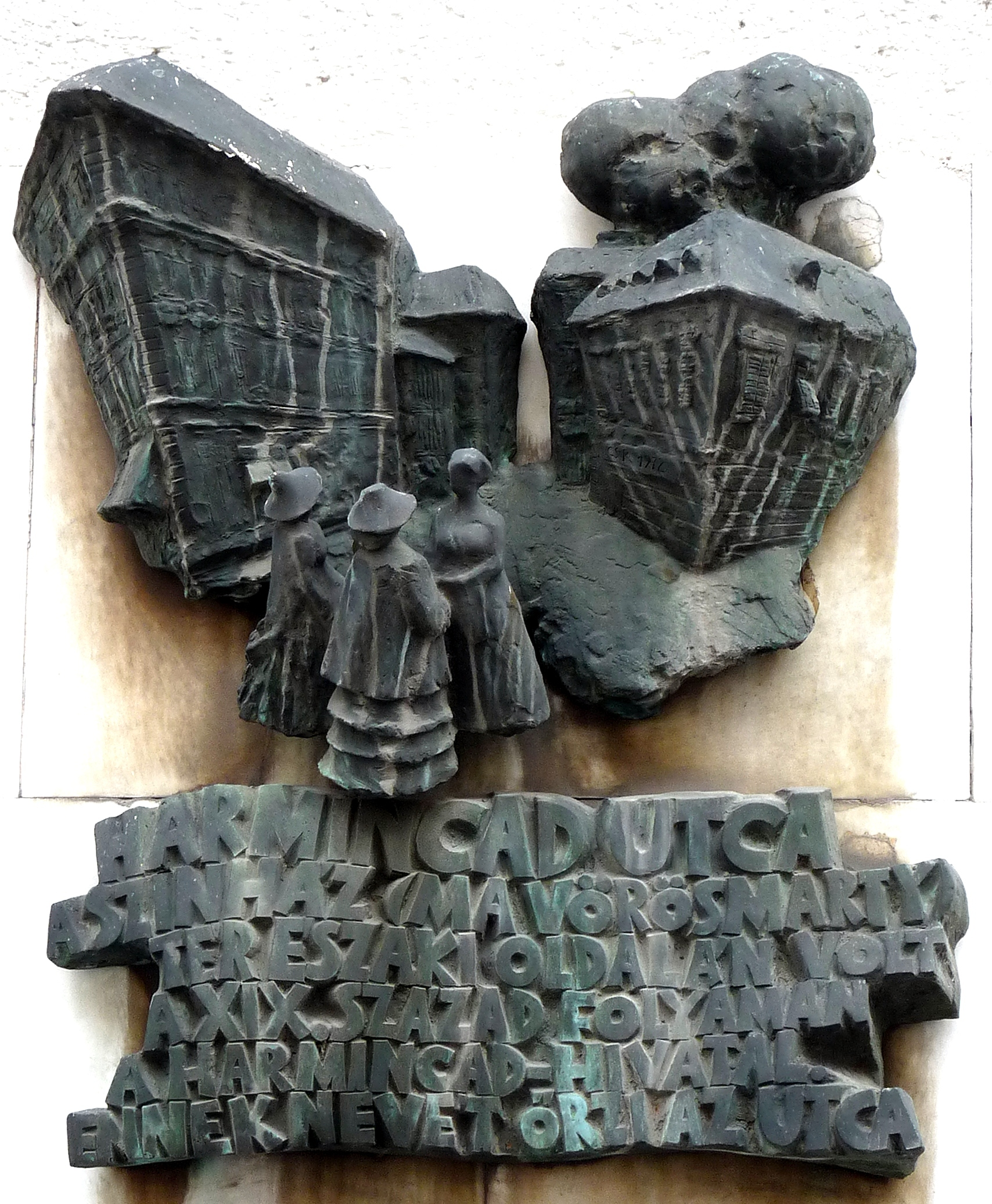
Az egykori pesti Harmincadvám Hivatal emléktáblája a Harmincad utca 1. sz. ház falán, alkotó: Csíkszentmihályi Róbert

A harmincadvám (latinul: tricesima) Árpád-kori eredetű vám, melyet Károly Róbert király (1308–1342) külkereskedelmi vámként is bevezetett. A hivatal élén a harmincados (tricesimator) állt.

## Története
A tricesima a 13. század elején megjelent, belforgalmi célú pótlólagos vásárvám.
Más elképzelések szerint a harmincad egy újonnan felállított vámtípus volt az Árpád-korban, mely a kereskedelmi forgalomból igyekezett hasznot húzni. A harmincadot mind a bel-, mind a külföldi kereskedők ﬁzették, kirovására az ország határain belül került sor, és kereskedelmi forgalomban lévő árukra vonatkozott.
Első hivatkozása egy 1209. évi oklevélben – varasdiak harmincadmentessége – található. Egy 1235-ben kelt oklevélben II. András, Jolánta nevű leányának hozománya (12 000 márka ezüst) fejében az ország egész harmincadjövedelmét lekötötte Jakab aragóniai király részére - ami ekkor évi 1500 márkát jelentett.
Kezdetben az ország legforgalmasabb belföldi piacain az eredetileg királyi, de később egyházi testületeknek eladományozott vásárvám (tributum fori) helyett került bevezetésre.
Külkereskedelmi vámként történő bevezetése – az ország északi részén felállított új harmincadhivatalokhoz kapcsolódóan – Károly Róbert nevéhez köthető, de ebben az időszakban még mint belföldi pótlólagos vásárvám is szerepel.
Általános külkereskedelmi – be- és kiviteli – vámként Zsigmond 1405. évi dekrétumától számítható.
A külkereskedelem a tartományurakkal folytatott háború idején erősen lehanyatlott. Fellendítése érdekében Károly 1316-ban általános menlevelet adott ki a délről érkező kereskedők számára. A két fő nemzetközi kereskedelmi útvonal közül az egyik ekkor délre, Dalmácián keresztül Itáliába, a másik Bécsen keresztül nyugatra vezetett. Az eddigi belső vámok helyett – amelyek elajándékozás révén zömmel magánkézbe jutottak – egy új külkereskedelmi vámra, a harmincadvámra alapozta a vámbevételeket. Ezt a fő kereskedelmi utak mentén a nagyobb városokban szedték. Mértéke kezdetben a kivitt és behozott áruk értékének 1%-a volt. Idővel magába olvasztotta a régi nyolcvanad határvámot is.
Mértékét Luxemburgi Zsigmond idejében 3,33%-ra emelték fel. Az 1467. évi országgyűlés Hunyadi Mátyás kérésére felváltotta a koronavámmal (vectigal coronae).
A 15. század végétől a kiváltságosok – a nemesség és az egyháziak – ismét nem fizették, formailag saját termelésű és szükségletű áruik után.